# Орден Гримальди
Орден Гримальди (фр. Ordre de Grimaldi) — государственная награда Княжества Монако. Учреждён Высочайшим Указом от 18 ноября 1954 года. Орденом награждают за укрепление престижа Княжества Монако.

## Описание
Орден Гримальди имеет пять степеней.
- Большой крест, (фр. Grand-Croix)
- Великий офицер, (фр. Grand Officier)
- Командор, (фр. Commandeur)
- Офицер, (фр. Officier)
- Кавалер, (фр. Chevalier)